# 祭衣室

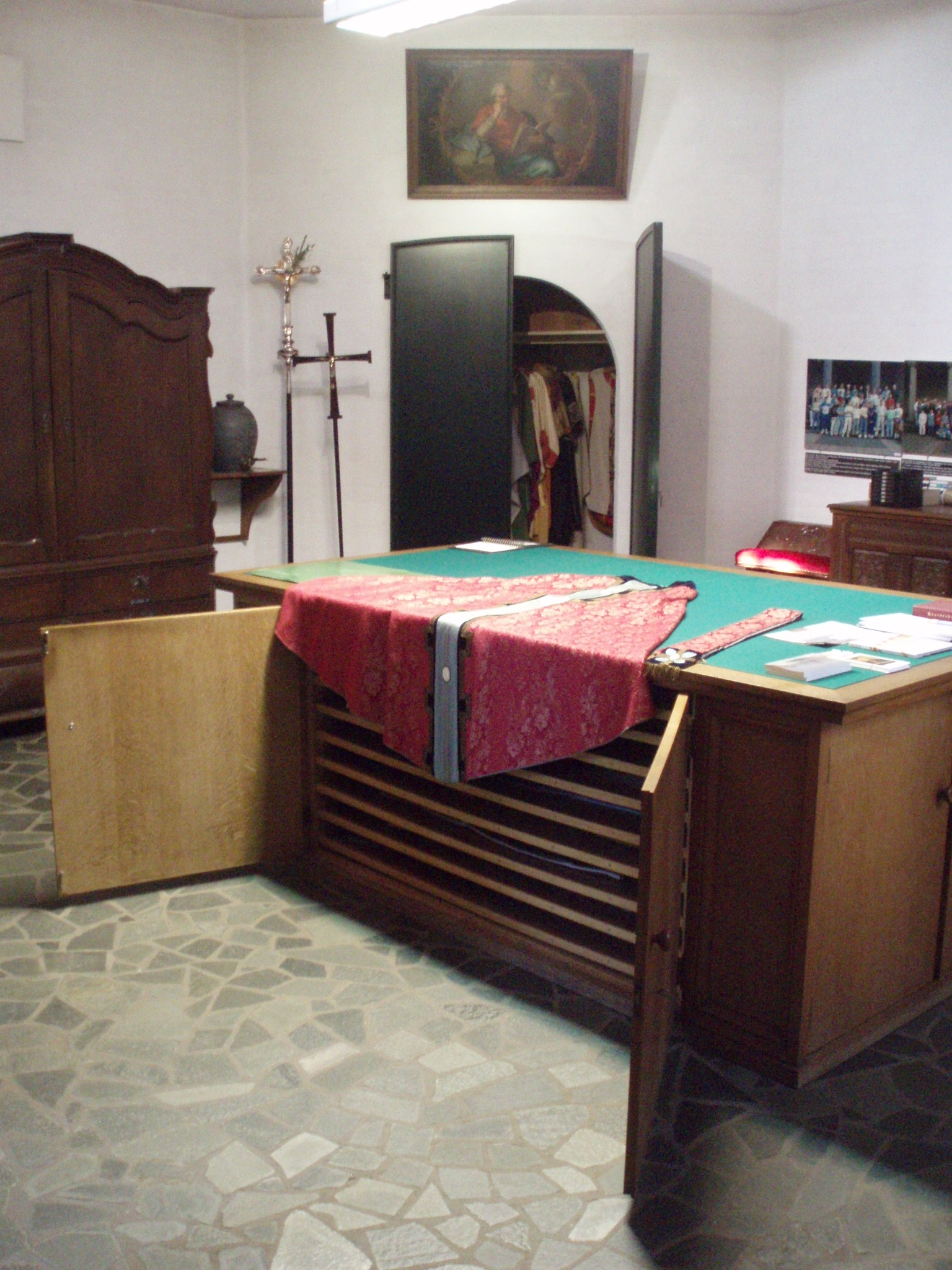

祭衣室或稱祭衣房、圣器室（英语：sacristy，在一些国家，称为vestry）是一个房间，用来存放祭衣、各种圣器以及堂区登记簿。
祭衣室是司鐸、執事和辅祭在禮儀前后更換禮儀服飾的地方。
祭衣室通常位于聖堂内，但在某些情况下，它是一个附属建筑或单独的建筑（例如在一些修道院）。在大多数老教堂中，祭衣室通常位于正祭台的后方或一侧。
在较新的教堂里，祭衣室通常位于其他地方，例如聖堂的入口附近。有些聖堂有多个祭衣室，每个都有特定的功能。